# Brenda Colby
Brenda Colby es una deportista canadiense que compitió en remo. Ganó dos medallas de bronce en el Campeonato Mundial de Remo, en los años 1984 y 1990.

## Palmarés internacional
| Campeonato Mundial | Campeonato Mundial   | Campeonato Mundial | Campeonato Mundial      |
| Año                | Lugar                | Medalla            | Prueba                  |
| ------------------ | -------------------- | ------------------ | ----------------------- |
| 1984               | Montreal (Canadá)    | Medalla de bronce  | Ocho con timonel ligero |
| 1990               | Tasmania (Australia) | Medalla de bronce  | Doble scull ligero      |